# Kostanjevica na Krki (gemeente)
Kostanjevica na Krki (Duits: Landstraß an der Gurk; Italiaans: Costagnevizza) is een gemeente in Slovenië. 

## Plaatsen in de gemeente
Avguštine, Dobe, Dobrava pri Kostanjevici, Dolnja Prekopa, Dolšce, Črešnjevec pri Oštrcu, Črneča vas, Globočice pri Kostanjevici, Gornja Prekopa, Grič, Ivanjše, Jablance, Karlče, Kočarija, Koprivnik, Kostanjevica na Krki, Male Vodenice, Malence, Orehovec, Oštrc, Podstrm, Ržišče, Sajevce, Slinovce, Velike Vodenice, Vrbje, Vrtača, Zaboršt